# Liste de films éthiopiens
Ci-dessous une liste des films produits par le cinéma éthiopien. Cette liste est nécessairement incomplète.
Pour une liste alphabétique des films éthiopiens voir Catégorie:Film éthiopien.
| Année | Titre                             | Réalisateur              | Genre              | Notes |
| ----- | --------------------------------- | ------------------------ | ------------------ | ----- |
| 1972  | Child of Resistance               |                          |                    |       |
| 1972  | Hour Glass Hour Glass             |                          |                    |       |
| 1975  | Gouma                             |                          |                    |       |
| 1975  | Mirt Sost Shi Amit                |                          |                    |       |
| 1976  | Mirt Sost Shi Amit                |                          |                    |       |
| 1978  | Wilmington 10—U.S.A. 10,000       |                          |                    |       |
| 1979  | Bush Mama                         | Hailé Gerima             | drame              |       |
| 1982  | Ashes and Embers (en)             | Hailé Gerima             | drame              |       |
| 1985  | After Winter: Sterling Brown      |                          |                    |       |
| 1993  | Sankofa                           | Hailé Gerima             | drame              |       |
| 1994  | Imperfect Journey                 | Hailé Gerima             | documentaire       |       |
| 1995  | Ye Wonz Maibel                    |                          |                    |       |
| 1997  | Blood Is Not Fresh Water          | Theo Eshetu              | documentaire       |       |
| 1997  | Gir-gir                           |                          |                    |       |
| 1999  | Adwa                              | Hailé Gerima             | documentaire       |       |
| 2003  | Mogzitwa                          |                          |                    |       |
| 2006  | Menged                            |                          |                    |       |
| 2007  | Thirteen Months of Sunshine       |                          |                    |       |
| 2008  | Aldewolem                         |                          |                    |       |
| 2008  | Teza                              | Hailé Gerima             | drame              |       |
| 2009  | Selanchi                          |                          | comédie romantique |       |
| 2014  | Difret                            | Zeresenay Berhane Mehari |                    |       |
| 2015  | Lamb                              | Yared Zeleke             |                    |       |
| 2015  | Price of Love                     | Hermon Hailay            |                    |       |
| 2015  | Lambadina                         | Messay Getahun           | drame              |       |
| 2015  | Omo Child: The River and the Bush | John Rowe                | drame              |       |
| 2017  | Hulluuqqoo                        | Qaabatoo                 | drame              |       |